# Музей керамики (Валенсия)
Музей Керамики имени Гонсалеса Марти — музей в городе Валенсия, Испания.

## Музейной здание
Музей расположен в центральной части города в историческом здании Дворец маркизов Дос Агуас. Здание представляет собой неправильный четырёхугольник, с внутренним двором и четырьмя угловыми башнями. Свой современный вид фасады дворца приняли в восемнадцатом веке, когда были щедро отделаны декором из резного алебастра. Особенно пышно оформлен главный вход, окаймляющая его резьба включает в себя статую Богоматери, и две мужские фигуры — аллегорическое изображение двух рек (фамилия владельцев дворца, маркизов Дос Агуас переводится, как «Две реки»). Вся площадь фасадов, свободная от резьбы, первоначально была покрыта фресками (не сохранились), ныне покрыта штукатуркой, имитирующей мрамор.

## История музея
В 1946 году искусствовед Мануэль Гонсалес Марти (1877—1972), ранее работавший директором Валенсийского музея изящных искусств, подарил свою богатую коллекцию изделий из керамики испанскому государству. Для её размещения был выбран дворец маркизов Дос Агуас. Музей керамики открылся для посетителей в 1954 году. Мануэль Гонсалес Марти был назначен директором музея, и оставался им до самой смерти в возрасте 95 лет.

## Экспозиция
Экспозиция музея демонстрирует развитие керамики на территории Испании, и включает в себя образцы, выполненные маврами во времена арабского завоевания, предметы из средневековых католических королевств северной Испании, постепенно расширявшихся на юг в ходе Реконкисты, придворный фарфор XVIII века, майолику народных мастеров. Экспозицию венчает воспроизведённый интерьер старинной испанской кухни, заполненной подлинными произведениями из керамики.
Помимо этого, в музее можно осмотреть анфиладу парадных залов дворца, с мебелью и росписями девятнадцатого века, образцы старинных тканей, некоторое количество живописи и старинную карету во внутреннем дворе.

## Галерея

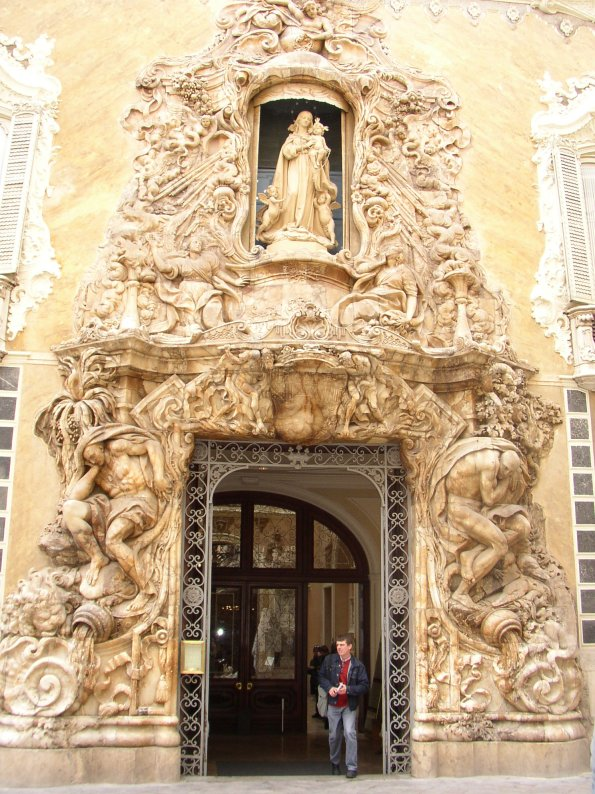
Главный вход во дворец.
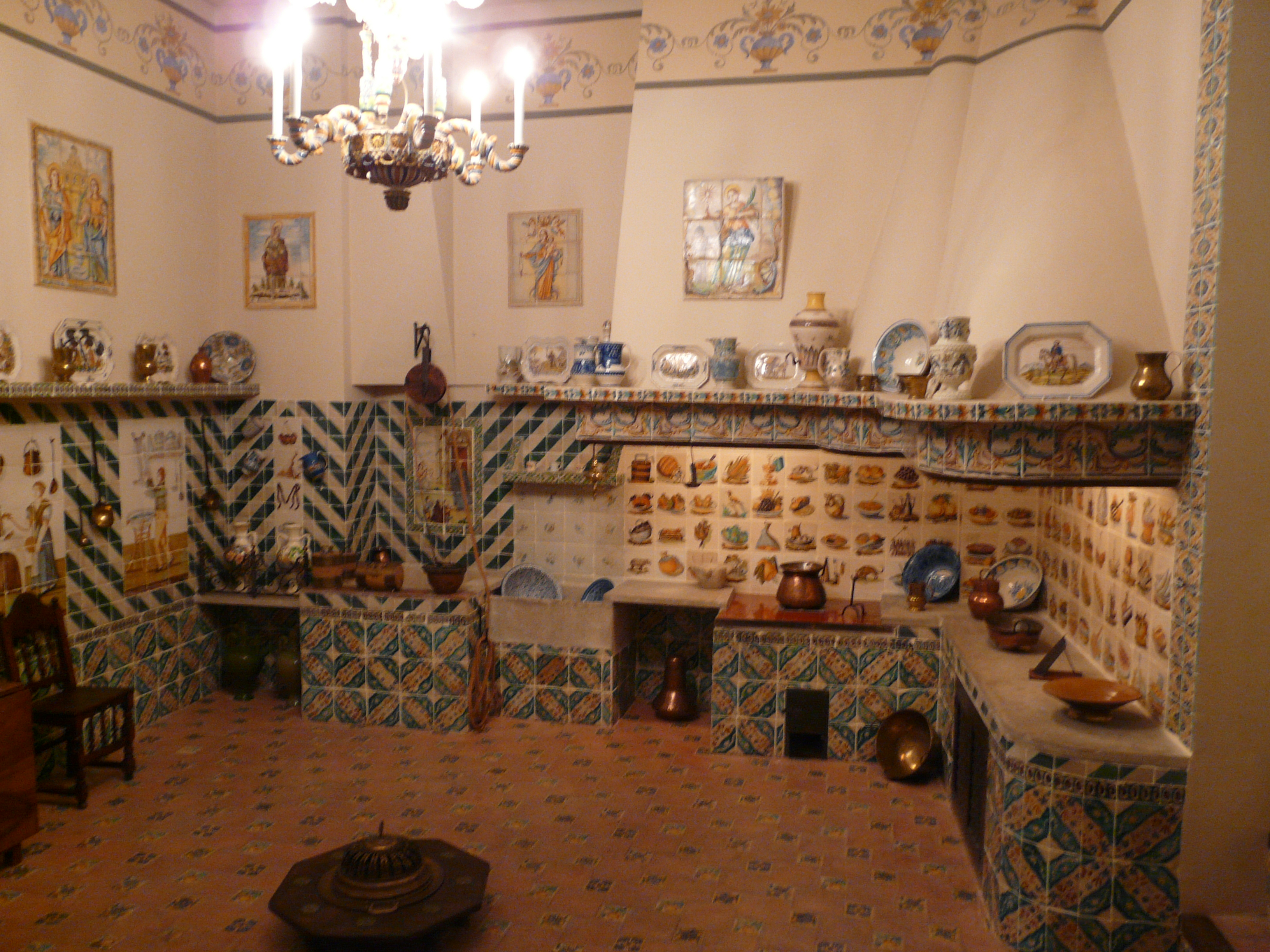
Интерьер старинной кухни.
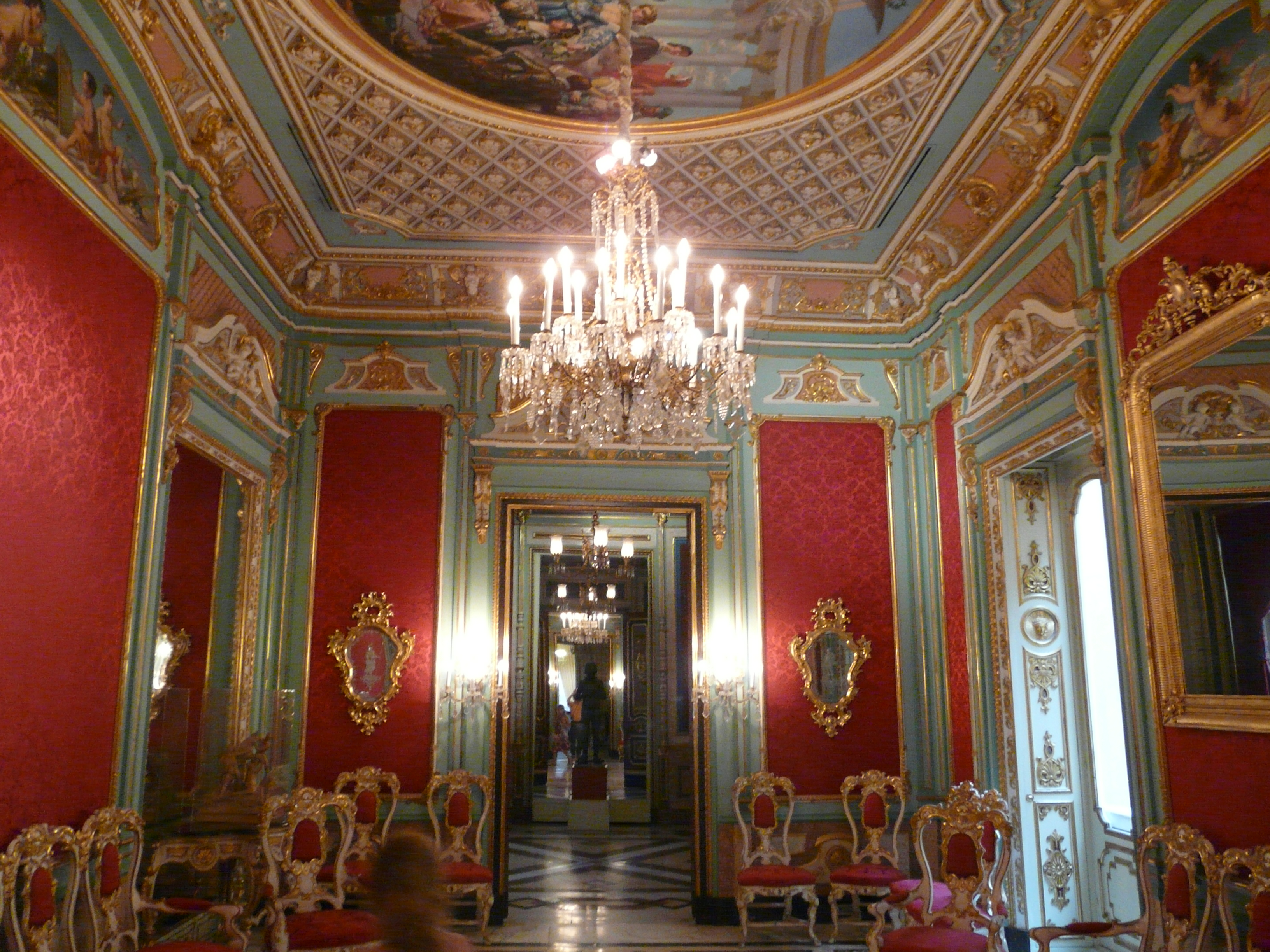
Одна из парадных комнат дворца.
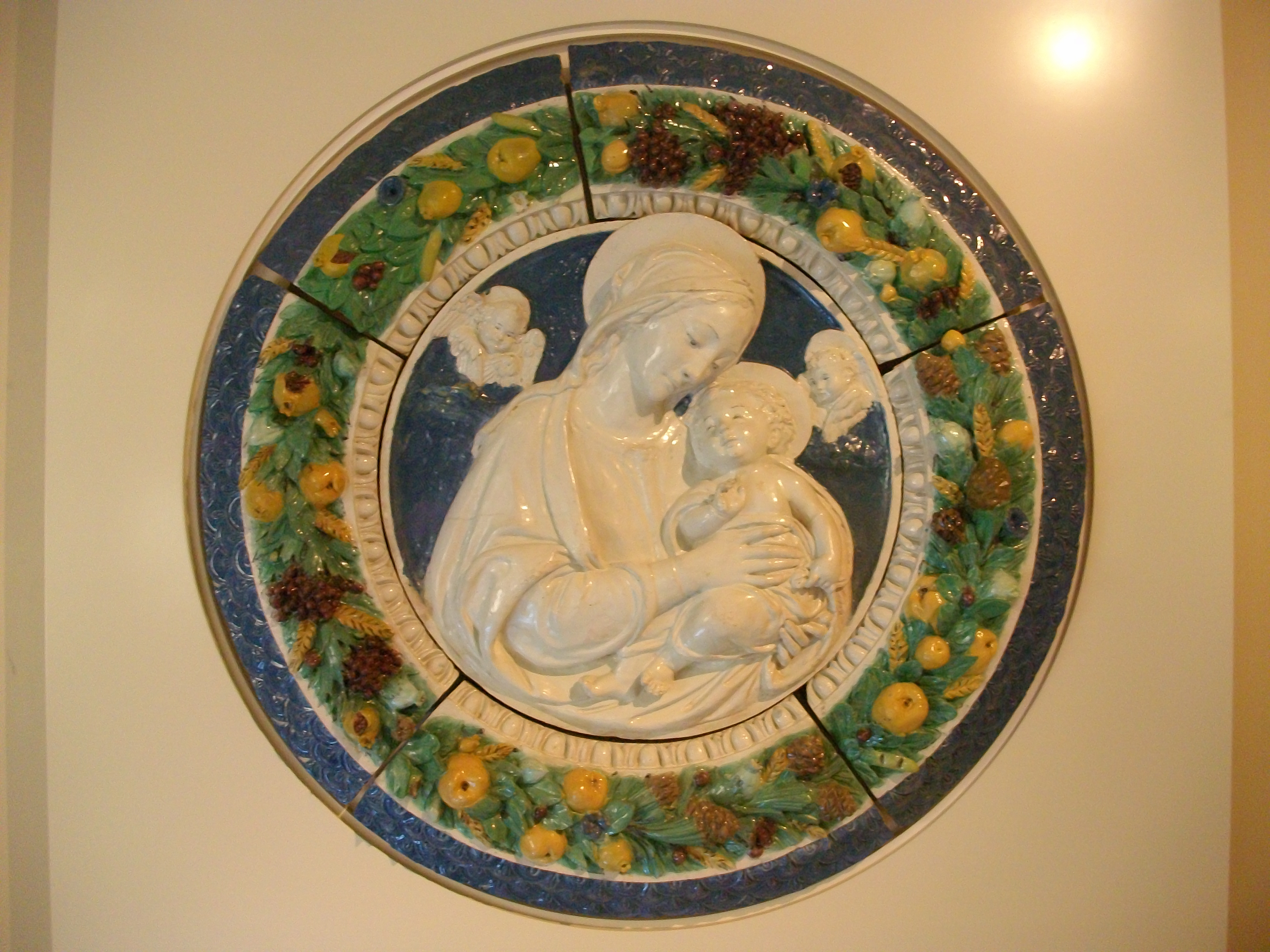
Выполненное из керамики изображение Богоматери.
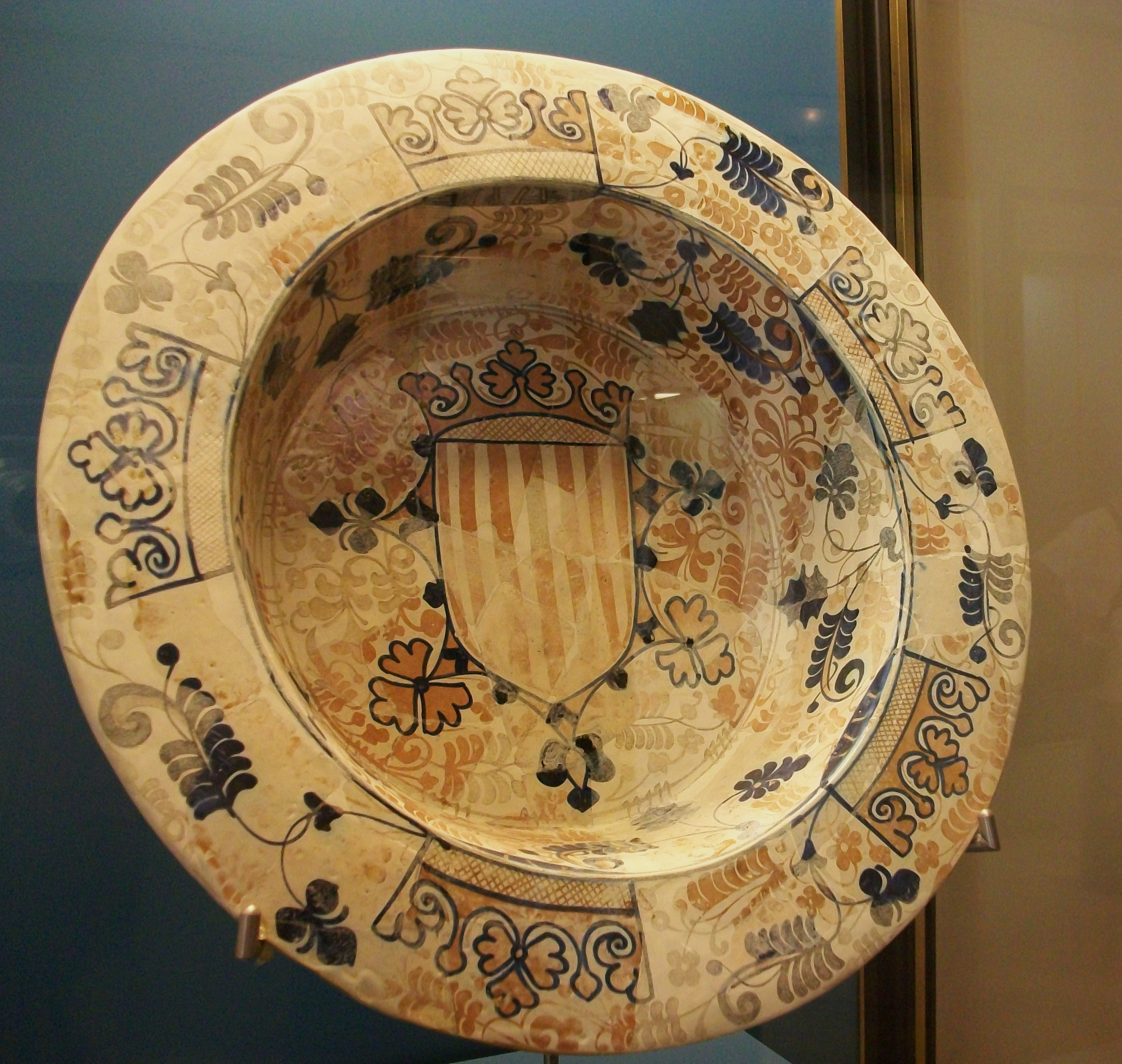
Валенсийское блюдо XV века.
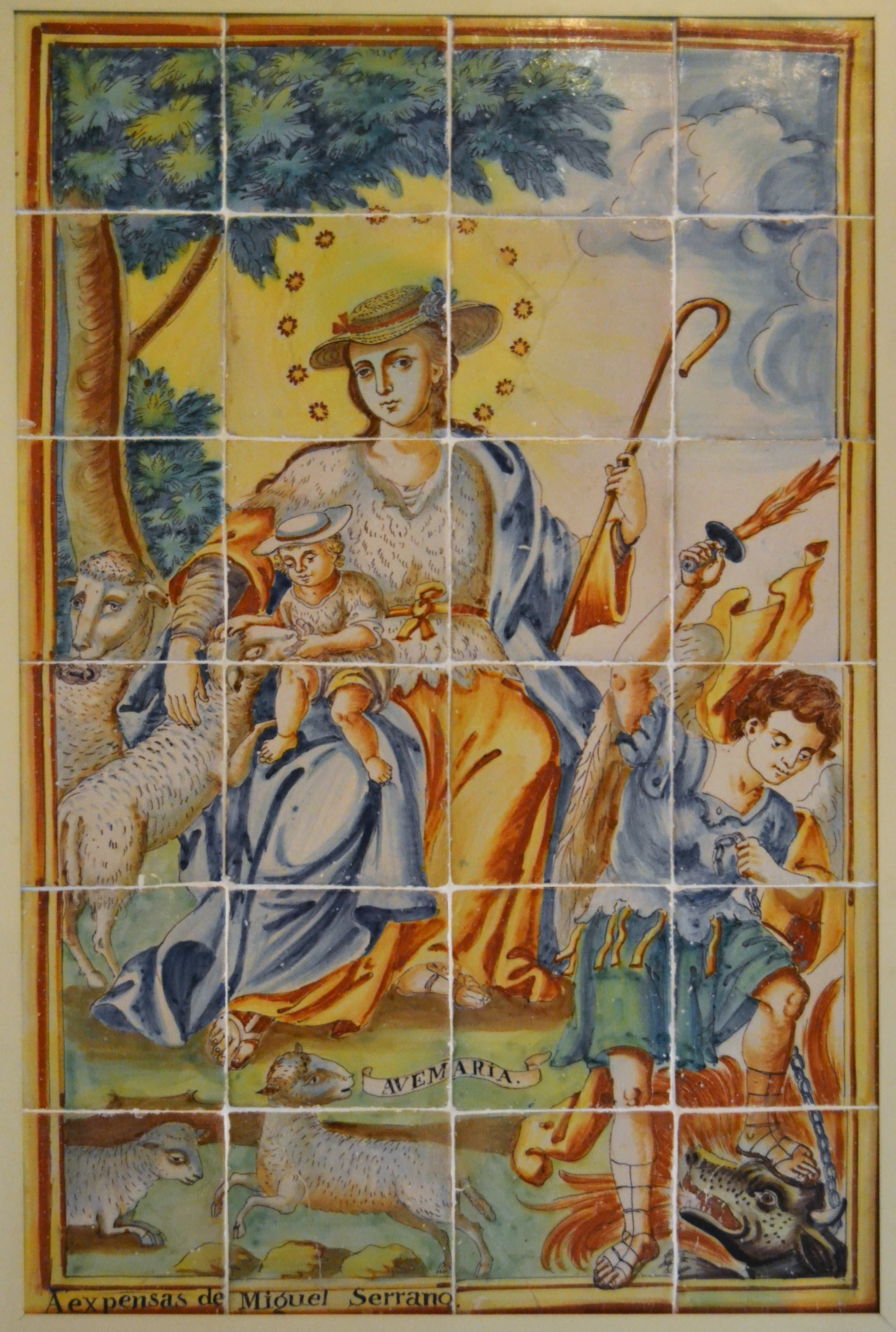
Пасторальная сцена. XVIII век, керамическая плитка, ручная роспись.
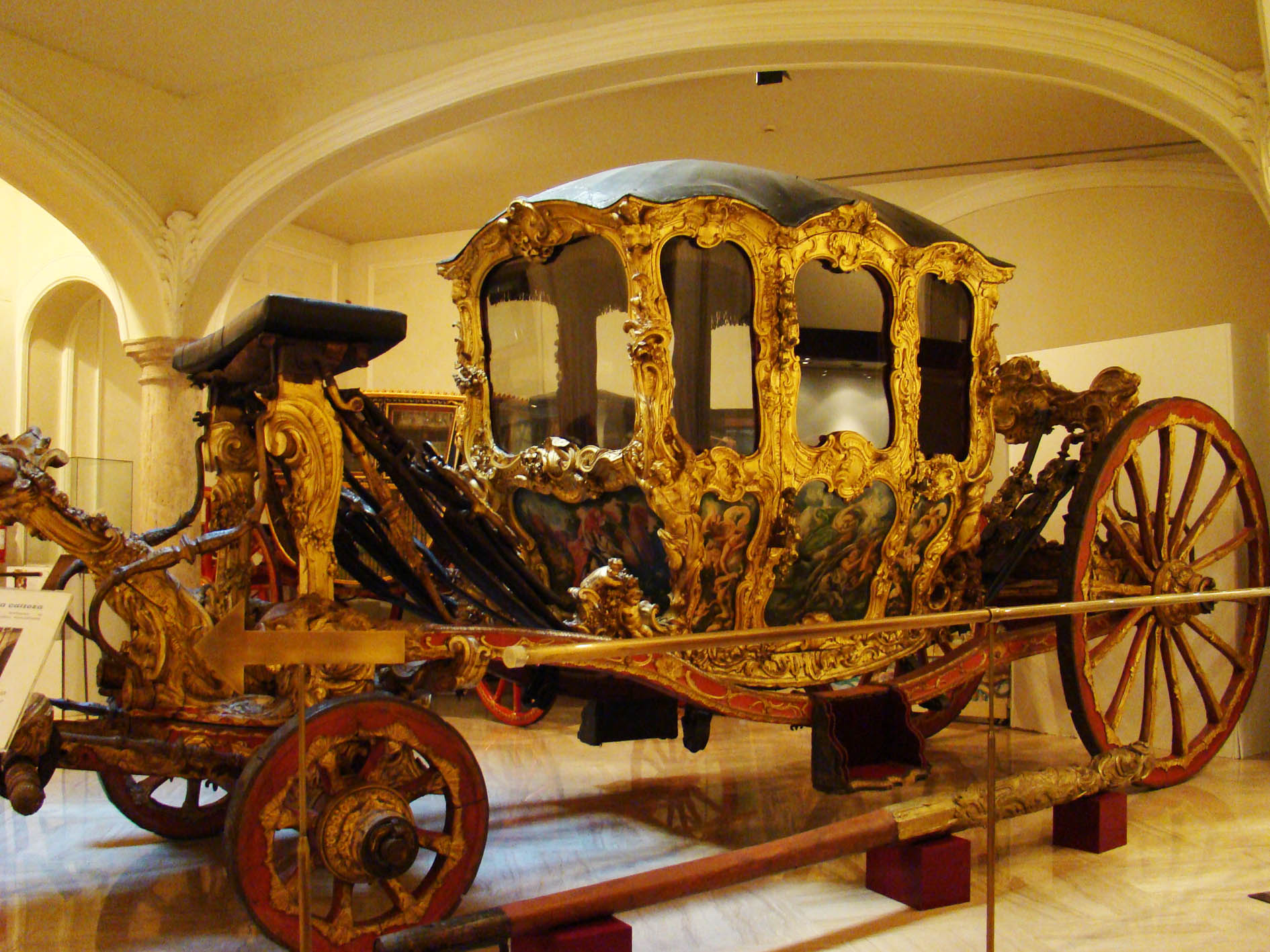
«Карета нимф».
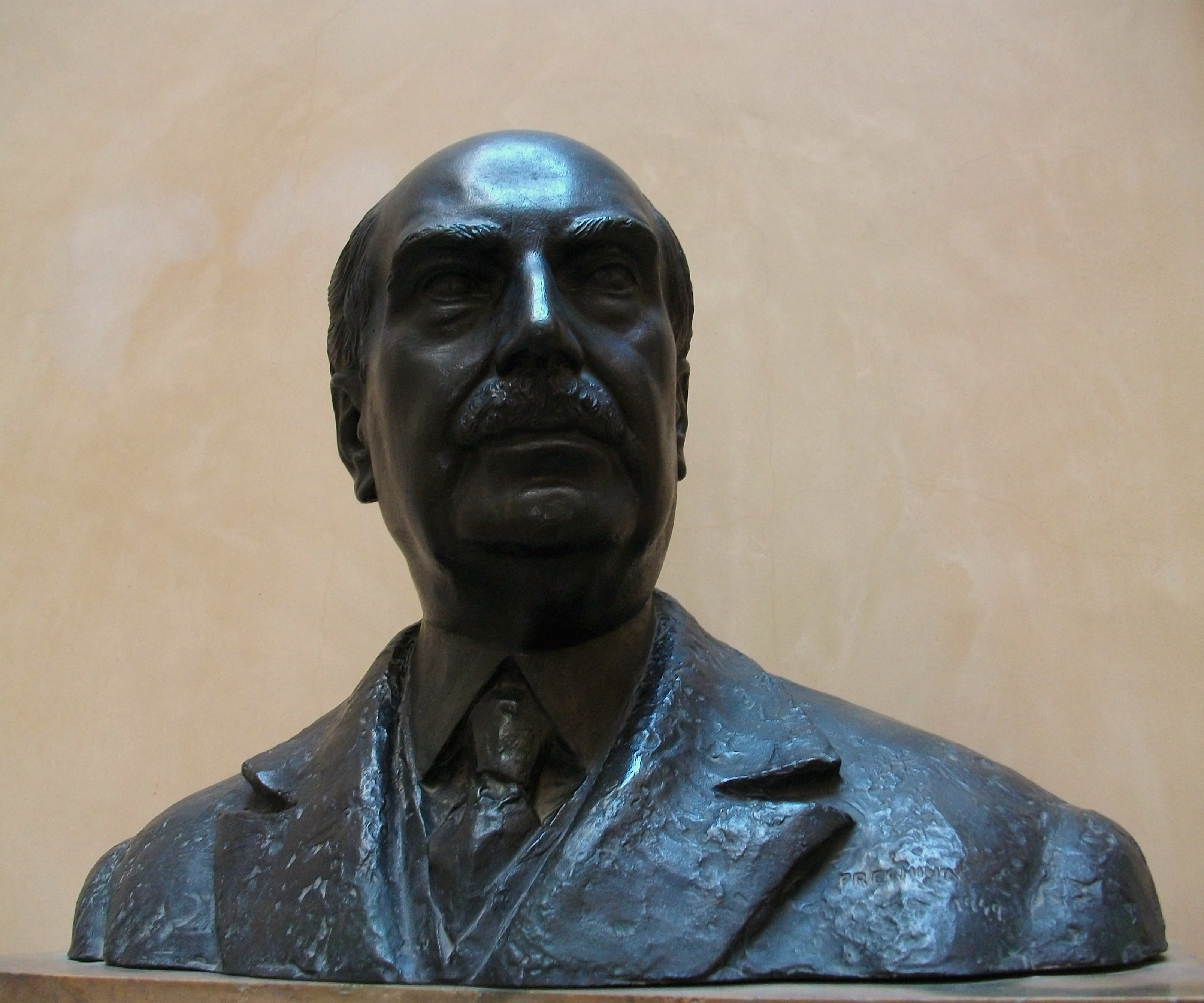
Бюст основателя музея Гонсалеса Марти.

1. ↑  https://eduwp.edu.gva.es/patrimonio-cultural/ficha-inmueble.php?id=1422